# Cnestis ferruginea
Espèce
Cnestis ferruginea est une espèce de plantes à fleurs de la famille des Connaraceae. C'est un arbre ou un arbuste grimpant de l'Afrique centrale et orientale. Il est surtout connu pour ses utilisations en phytothérapie.

## Description
Cnestis ferruginea est une plante grimpante robuste pouvant atteindre 10 m de hauteur. Sa canopée dense lui permet de s'enrouler autour des arbres et des structures, ce qui lui permet de bien se développer dans les jardins comme dans les forêts. Ses feuilles sont composées de plusieurs folioles, généralement de 3 à 7. Ces folioles sont ovales et leur surface vert foncé brillant.
Les inflorescences forment des grappes présentant des couleurs allant du blanc au jaune pâle, souvent teintées de rouge. Les fleurs tubulaires attirent divers pollinisateurs. Le fruit se présente sous la forme d'une fine capsule ligneuse qui s'ouvre à maturité, libérant les graines au vent.

## Répartition et habitat
Cnestis ferruginea a pour aire de répartition naturelle une zone qui 'étend de l'ouest de l'Afrique tropicale jusqu'au Soudan du Sud et au nord de l'Angola. On la trouve en abondance dans des pays comme le Nigeria, le Ghana et le Cameroun. Poussant souvent en lisière de forêt, dans les broussailles et les zones perturbées, il est adapté à différents environnements.

## Utilisations médicinales
Le fruit a une saveur acidulée, est astringent et se mâche pour l'hygiène bucco-dentaire. Des extraits de fruit ont des effets antimicrobiens, notamment contre les bactéries à Gram positif.

## Systématique
Le nom correct complet (avec auteur) de ce taxon est Cnestis ferruginea DC..
Cnestis ferruginea a pour synonymes :
- Agelaea ferruginea (DC.) Sol.
- Agelaea ferruginea (DC.) Sol. ex Planch.
- Cnestis fraterna Planch.
- Cnestis oblongifolia Baker
- Cnestis togoensis Gilg
- Spondioides ferrugineum (DC.) Smeathman
- Spondioides ferrugineum (DC.) Smeathman ex DC.

### Étymologie
Le nom de genre Cnestis vient du latin cyperos et du grec kuperos « nom emprunté ». L'adjectif ferruginea vient du latin ferrugineus signifiant « couleur de rouille »